# Mikael Cross
Mikael Cross, född 4 september 1984 i Stockholm, är en svensk creative director, filmproducent och TV-serieskapare.
Cross började sin karriär med att producera musikvideor och reklamfilm. Han har bl.a. producerat musikvideor till artister som svenska Idol-vinnaren Marie Picasso (Winning Streak), Eric Saades (Hotter Than Fire feat. DEV), J-SON:s (Remedy feat. Salem Al Fakir) och Dr Albans (I love the 90's feat. Haddaway).
Under åren 2012–2018 arbetade han på filmbolaget SF Studios med att utveckla och producera koncept för film, TV och webb. Tillsammans med skådespelaren Dragomir Mrsic. är Cross en av skaparna bakom crimeserien ALEX. Serien produceras av SF Studios och hade premiär på onlinetjänsten Viaplay den 3 november 2017. ALEX blev efter 30 dagar en av de mest sedda serierna på Viaplay under 2017. Serien blev även uppmärksammad internationellt. BBC utnämnde ALEX till en av de bästa serierna under premiärmånaden i England. Serien gick även vidare för att visas i flera länder så som Channel 4 (UK), Canal+ (Polen), ProSiebenSat.1 Media (Tyskland), MHz Networks (USA) och Amazon Prime Video (Frankrike).  
Mikael Cross har även producerat och varit exekutiv producent för filmer som Vitt Skräp med bland andra Ola Rapace och Ida Engvoll i huvudrollerna, Fredrik Hillers långfilm Psalm 21 (2010) och den webbaserade dramaserien Elsas värld säsong 2 med Ellen Bergström i huvudrollen. Han var även initiativtagare och producent för den kritikerrosade dokumentären om musikproducenterna Bröderna Salazar (2013) som producerades av produktionsbolaget Tre Vänner för SVT.
Under 2020 blev Cross utnämnd av Marché International des Programmes de Télévision som årets 'Producer to watch'.

## Producent i urval
- 2017 - Alex[9] (TV-serie) - (Skapare, exekutiv producent)
- 2014 - Vitt Skräp [10][11] (Film) - (Producent)
- 2013 - Bröderna Salazar [12](Dokumentär) - (Producent)
- 2013 - Elsas värld - (TV-serie) - Säsong 2 - (Producent)
- 2010 - Psalm 21 (Film) (Exekutiv producent)